# 我唯一的情歌
《My Only Love Song》（韓語：마이 온리 러브송），由李宗泫、孔升妍、李在真等人主演。劇情內容為一位頂尖女演員拍攝新節目期間，發現事情沒有順她的意發展後，跳上一輛老舊箱型車走人，卻就此展開一趟穿梭時空之旅。
為韓國FNC AddCulture製作，於2017年6月9日於Netflix播出的電視劇，為Netflix首部自製韓劇。

## 演員陣容

### 主要人物
| 演員   | 角色     | 介紹 |
| 孔升妍 | 宋秀貞   | 被譽為「國民妹妹」的知名女演員，於《平岡公主傳》中飾演平岡公主。現代時空中性格霸道，雖然以演技聞名，但所有跟她合作的人都非常害怕她。到了古代時空仍然霸道，行徑跟古代女子不同。 |
| 李宗泫 | 溫達     | 古代流氓，見錢開眼。原本他為人自私，直至遇到秀貞（烈女），發現自己漸漸被吸引，深深愛上她，價值觀也不經不覺地改變，甚至願意犧牲自己。                                           |
| 金妍瑞 | 平岡公主 | 自小在皇宮生活，很喜歡閱讀浪漫小說，對愛情充滿浪漫憧憬。 |
| 安普賢 | 無名     | 平岡公主的保鑣。第一劍客，不愛說話。 |
| 李在真 | 卞三龍   | 秀貞的經紀人，經常忘記鎖車門和把車鑰匙放在車內。 |
| 朴柱亨 | 高逸庸   | 高逸嫣的哥哥。自戀狂，高府的長子。 |

### 其他人物
| 演員   | 角色     | 介紹                                         |
| 李哲民 | 金導演   | 《平岡公主傳》導演。                         |
| 李哲民 | 使道大人 |                                              |
| 李勇植 | 代表     | 秀貞奶奶去世後，一直照顧秀貞，並一手捧紅她。 |
| 李勇植 | 平原王   | 高句麗第25任君主，平岡公主的父親。           |
| 金彩恩 | 李美珍   | 新人女演員，秀貞的競爭對手。                 |
| 金彩恩 | 花紅     | 任職於花華亭。                               |
| 金寶拉 | 狂女     | 大城山山賊遺族。                             |
| 金寶拉 | 高逸嫣   | 高逸庸的妹妹。                               |
| 金寶拉 | 經紀人   | 新進的菜鳥經紀人。                           |
| 金正英 |          | 大城山山賊首領的妻子。                       |
| 趙蓮   |          | 宋秀貞的奶奶。                               |

### 特別出演
| 演員   | 角色   | 介紹                                                 |
| 崔鍾訓 | 奉秀赫 | SH代表                                               |
| 禹賢   | 平原王 | 飾演《平岡公主傳》高句麗第25任君主，平岡公主的父親。 |

## 音樂
| 發佈日期     | 歌手        | 歌曲名稱                            |
| 2017年6月9日 | 在允（SF9） | Thank You, My Love (고마운 내 사랑) |

## 集數
| 集數 | 標題             |
| ---- | ---------------- |
| 1    | 我是平岡公主     |
| 2    | 我知道妳是誰     |
| 3    | 我是溫達         |
| 4    | 到達目的地       |
| 5    | 這是你的命運     |
| 6    | 交給我吧         |
| 7    | 握緊我的手       |
| 8    | 前往你的目的地   |
| 9    | 脫離路徑         |
| 10   | 重設目的地       |
| 11   | 真心話大冒險     |
| 12   | 不能死，也別消失 |
| 13   | 徹底著迷         |
| 14   | 這裡是？         |
| 15   | 溫達將軍         |
| 16   | 死在我手上       |
| 17   | 消失             |
| 18   | 遵旨             |
| 19   | 到達終點         |
| 20   | 我唯一的情歌     |

## 外部連結
- 官方网站